# Kurt Sundberg
Kurt Erik Sundberg, född 27 september 1919 i Fredrika socken i Västerbotten, död 26 februari 2008 i Umeå, var en svensk tecknare.
Sundberg tillbringade sina första 20 levnadsår på födelsetorpet och gav 1965 ut boken Torpet Åsen på Brännsjöskogen  med erinringar från denna tid och små tillbakablickar i uppväxten. Boken innehåller en svit teckningar och undertexter av Sune Jonsson efter bandupptagningar av Sundbergs egna ord där han berättade sakligt och med en detaljprecision som gör den till ett kulturhistoriskt intresse om livet för de fattiga norrländska kronotorparnas vardag med timmerhuggning och timmerflottning. Sundberg var representerad vid en utställning med naiv konst på Göteborgs konsthall 1966. Han är begravd på Fredrika kyrkogård.